# Julio Rosales y Ras
Julio Rosales y Ras (1906 - 1983) là một hồng y người Philippines của Giáo hội Công giáo Rôma. Ông nguyên là Tổng giám mục Tổng giáo phận Cebu từ năm 1949 đến năm 1982 và Chủ tịch Hội đồng Giám mục Philippines. Ông cũng từng là nghị phụ tham dự Công đồng Vaticanô II và hai lần dự mật nghị hồng y, lần thứ nhất vào tháng 8 và lần thứ hai vào tháng 10 trong năm 1978, nơi các hồng y đã lựa chọn nên hai giáo hoàng là Gioan Phaolô I và Gioan Phaolô II.

## Tiểu sử
Hồng y Ras sinh ngày 18 tháng 9 năm 1906 tại Calbayog, Philippines. Sau quá trình tu học khá dài theo Giáo luật Công giáo, Phó tế Ras được phong chức linh mục ngày 2 tháng 6 năm 1929, khi chỉ mới chưa tròn 23 tuổi. Tân linh mục là thành viên của linh mục đoàn Giáo phận Calbayog.
Ngày 22 tháng 6 năm 1946, Tòa Thánh ra thông cáo tuyển chọn linh mục Julio Rosales y Ras làm Giám mục chính tòa Giáo phận Tagbilaran. Ba tháng sau, ngày 21 tháng 9, lễ tấn phong cho vị giám mục tân cử được cử hành. Các giáo sĩ chủ sự nghi thức truyền chức gồm có chủ phong là Tổng giám mục Guglielmo Piani, S.D.B.; hai vị phụ phong là Manuel Mascariñas y Morgia, giám mục chính tòa Giáo phận Palo và Giám mục Miguel Acebedo y Flores, chính tòa Giáo phận Calbayog. Tân giám mục chọn châm ngôn giám mục cho mình là Calbayog.
Ba năm sau đó, khi mới 43 tuổi, ngày 17 tháng 12 năm 1949, Tòa Thánh loan báo tin về việc thăng giám mục Ras làm Tổng giám mục chính tòa Tổng giáo phận Cebu. Hai mươi năm thực hiện chức trách trong sứ vụ Tổng giám mục, trong Công nghị Hồng y được tổ chức ngày 28 tháng 4 năm 1969, Giáo hoàng Phaolô VI vinh thăng Tổng giám mục Ras tước vị hồng y đẳng linh mục nhà thờ Sacro Cuore di Gesù agonizzante a Vitinia.
Ngày 24 tháng 8 năm 1982, Tổng giám mục Ras từ nhiệm khỏi chức vị Tổng giám mục của Cebu. Ông qua đời sau khi về hưu không lâu vào ngày 2 tháng 6 năm 1983, hưởng thọ 77 tuổi.
Hồng y Ras cũng từng đảm nhiệm các chức danh chủ chốt khác trong hội đồng Giám mục Philippines, chức danh Chủ tịch Hội đồng trong hgai khoảng thời gian từ 1961 đến 1966 và từ 1974 đến 1976.
Trong vai trò giám mục, ông đã tham dự Công đồng Vaticanô II trong bốn phiên họp khoáng đại với vai trò nghị phụ. Sau khi nhận tước hồng y sau Công nghị Hồng y 1969, Hồng y Ras còn tham dự hai mật nghị hồng y bầu giáo hoàng là Mật nghị Hồng y tháng 8 năm 1978 và Mật nghị Hồng y tháng 10 năm 1978, chọn lần lượt các giáo hoàng là Gioan Phaolô I và Gioan Phaolô II.